# 3. Infanterie-Brigade Nr. 47
Die 3. Infanterie-Brigade Nr. 47, während des Ersten Weltkriegs auch als 47. Infanterie-Brigade (3. Königlich Sächsische) benannt, war ein Großverband der Sächsischen Armee.

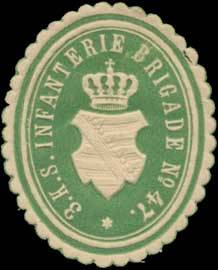
Siegelmarke

## Geschichte
Die 3. Infanterie-Brigade Nr. 47 wurde am 1. April 1867 in Zwickau aufgestellt und gehörte zur 2. Division Nr. 24 der Sächsischen Armee. Ihr waren das 5. Infanterie-Regiment „Prinz Friedrich August“ Nr. 104 und das 6. Infanterie-Regiment Nr. 105 unterstellt. Nach dem Vorfrieden von Versailles wurde am 12. März 1871 das 6. Infanterie-Regiment Nr. 105 zum XV. Armee-Korps der Preußischen Armee kommandiert und durch das Schützen-(Füsilier-)Regiment „Prinz Georg“ Nr. 108 ersetzt. Ab 1873 ergänzten das 5. Landwehr-Regiment Nr. 104 in Plauen und Schneeberg sowie das 6. Landwehr-Regiment Nr. 105 in Zwickau und Glauchau den Brigadeverband.
Zum Jahresbeginn 1877 bezog die Brigade in Leipzig ihr neues Stabsquartier. Am 1. April 1881 schied das Schützen-(Füsilier-)Regiment „Prinz Georg“ Nr. 108 aus dem Brigadeverband und wurde durch das neuformierte 
9. Infanterie-Regiment Nr. 133 ersetzt. Zum 1. April 1887 formierte sich die Brigade mit dem 10. und 11. Infanterie-Regiment Nr. 139 neu. Zwei Jahre später wurden die Landwehr-Regimenter zu Bezirkskommandos umgebildet und ab 1. April 1897 ergänzte das zunächst nur aus zwei Bataillonen bestehende 14. Infanterie-Regiment Nr. 179 den Brigadeverband. Mit der Bildung der 4. Division Nr. 40 trat das 10. Infanterie-Regiment Nr. 134 am 1. April 1899 unter das Kommando der ebenfalls neugebildeten 8. Infanterie-Brigade Nr. 89. Die letzte Veränderung trat zum 1. Oktober 1913 in Kraft, als der Brigadestab Döbeln als neue Garnison zugewiesen wurde.

### Deutsch-Französischer Krieg
Im Deutsch-Französischen Krieg nahm die Brigade 1870/71 an den Kämpfen bei Gravelotte-St. Privat, Verdun, Nouart, Beaumont, Sedan, Villiers sowie der Einschließung und Belagerung von Paris teil. Für die Dauer des Krieges bestand eine stellvertretende 3. Infanterie-Brigade Nr. 47 mit Stabsquartier in Dresden.

### Erster Weltkrieg
Nach der Mobilmachung anlässlich des Ersten Weltkriegs marschierte die Brigade im Verband mit der 24. Infanterie-Division in das neutrale Belgien ein. Hier kam es zu Kämpfen um Dinant und Namur. Daran schlossen sich die Schlachten an der Maas und der Marne an. Nach dem Rückzug folgten Stellungskämpfe in der Champagne, Flandern und Artois.
Vom 4. bis 20. Oktober 1914 und vom 5. Februar bis zum 5. März 1915 war das 2. Jäger-Bataillon Nr. 13 dem Brigadekommando zugeteilt.
Mit der Auflösung des Brigadestabes am 5. März 1915 kam das 11. Infanterie-Regiment Nr. 139 und das 14. Infanterie-Regiment Nr. 179 unter das Kommando der 8. Infanterie-Brigade Nr. 89.
Nach Beendigung des Krieges bestand der Brigadestab kurzfristig, um die Demobilisierung einzelner Truppenteile zu leiten.

### Kommandeure
| Dienstgrad | Name                          | Datum                                                          |
| ---------- | ----------------------------- | -------------------------------------------------------------- |
|            | Hermann Hans Bruno von Hake   | 1. April 1867 bis 31. Januar 1869                              |
|            | August Emil Tauscher          | 01. Februar 1869 bis 20. Juni 1870                             |
|            | Bernhard von Leonhardi        | 21. Juni 1870 bis 27. Dezember 1873                            |
| Oberst     | Kurt Alexander von Elterlein  | 18. August 1870 bis 11. Juli 1871 (mit der Führung beauftragt) |
|            | Hans Bernhard von Tettau      | 28. Dezember 1873 bis 31. Januar 1880                          |
|            | Alexander von Bosse           | 01. Februar 1880 bis 25. Juni 1883                             |
|            | Johann O’Byrn                 | 26. Juni 1883 bis 13. Januar 1887                              |
|            | Karl Adolph Lommatzsch        | 14. Januar 1887 bis 31. März 1887                              |
|            | Julius von Tschirschnitz      | 01. April 1887 bis 23. Januar 1892                             |
|            | Heinrich von Zeschau          | 24. Januar 1892 bis 21. September 1892                         |
|            | Karl Georg Müller von Berneck | 22. September 1892 bis 30. Mai 1895                            |
|            | Ludwig von Hausen             | 31. Mai 1895 bis 25. März 1899                                 |
|            | Richard Sachse                | 26. März 1899 bis 28. März 1900                                |
|            | Alexander von Friesen         | 29. März 1900 bis 22. März 1901                                |
|            | Karl von Friesen-Miltitz      | 23. März 1901 bis 26. Oktober 1901                             |
|            | Paul von Criegern             | 27. Oktober 1901 bis 19. März 1904                             |
|            | Giovanni Pfeil                | 20. März 1904 bis 26. Juli 1906                                |
|            | Oskar von Ehrenthal           | 27. Juli 1906 bis 11. September 1912                           |
|            | Klemens Ullrich               | 12. September 1912 bis 16. März 1914                           |
|            | Julius von Falkenstein        | 17. März 1914 bis 14. Januar 1915                              |
|            | William Kohl                  | 15. Januar bis 5. März 1915                                    |
|            | Alfred Müller                 | 10. Januar bis Mai 1919                                        |